# Teucholabis (Teucholabis) progne
Teucholabis (Teucholabis) progne is een tweevleugelige uit de familie steltmuggen (Limoniidae). De soort komt voor in het Oriëntaals gebied.